# Éric Ythier
Pour les articles homonymes, voir Ythier.
Eric Ythier est un écotoxicologiste, entomologiste et arachnologiste français spécialiste des scorpions.

## Taxons dédiés (1)
- Tityus ythieri Lourenço, 2007 (Équateur)

## Taxons décrits (77)
- Aegaeobuthus gallianoi Ythier, 2018 (Crète, Grèce)
- Ananteris dacostai Ythier, Chevalier & Lourenço, 2020 (Guyane Française)
- Ananteris inini Lourenço & Ythier, 2025 (Guyane Française)
- Ananteris kalina Ythier, 2018 (Guyane Française)
- Ananteris lourencoi Ythier, 2024 (Brésil)
- Ananteris mamilihpan Ythier, Chevalier & Lourenço, 2020 (Guyane Française)
- Ananteris pierrekondre Lourenço, Chevalier, Gangadin & Ythier, 2020 (Suriname)
- Ananteris sipilili Ythier, Chevalier & Lourenço, 2020 (Guyane Française)
- Ananteris tresor Ythier, Chevalier & Lourenço, 2020 (Guyane Française)
- Androctonus agrab Ythier & Lourenço, 2022 (Sahara Occidental)
- Androctonus ajjer Ythier, Sadine, Alioua & Lourenço, 2025 (Algérie)
- Androctonus burkinensis Ythier, 2021 (Burkina Faso)
- Androctonus maroccanus Lourenço, Ythier & Leguin, 2009 (Maroc)
- Auyantepuia aluku Ythier, 2018 (Guyane Française)
- Auyantepuia aurum Ythier, 2018 (Guyane Française)
- Auyantepuia laurae Ythier, 2015 (Guyane Française)
- Auyantepuia royi Ythier, 2018 (Brésil)
- Buthacus deserticus Sadine, Souilem, Lourenço & Ythier, 2024 (Algérie)
- Buthacus sadinei Ythier, 2022 (Algérie)
- Buthiscus ifoghas Ythier & Lourenço, 2023 (Mali)
- Buthus ahaggar Ythier, Sadine Haddadi & Lourenço, 2021 (Algérie)
- Buthus balmensis Ythier & Laborieux, 2022 (France)
- Buthus bobo Ythier, 2021 (Burkina Faso)
- Buthus gabani Ythier, 2021 (Portugal)
- Buthus maamora Ythier, 2023 (Maroc)
- Buthus pyrenaeus Ythier, 2021 (France)
- Buthus turkana Ythier & Lourenço, 2022 (Kenya)
- Chaerilus adrianoi Lourenço & Ythier, 2024 (Birmanie)
- Chaerilus pakistanus Lourenço & Ythier, 2025 (Pakistan)
- Chaerilus philippinus Lourenço & Ythier, 2008 (Philippines)
- Charinus grandisterrae Ythier, Ramage, Jourdan, Giupponi & Coulis, 2023 (Guadeloupe)
- Charinus lalylaurarum Ythier & Giupponi, 2023 (Guyane Française)
- Charinus marechali Ythier, Ramage, Jourdan, Giupponi & Coulis, 2023 (Martinique)
- Compsobuthus henrii Ythier & Ullrich, 2025 (Arabie Saoudite)
- Compsobuthus mahazat Ythier & Lourenço, 2023 (Arabie Saoudite)
- Guyanochactas flavus Lourenço & Ythier, 2011 (Guyane Française)
- Hadrurochactas cristinae Ythier, 2018 (Guyane Française)
- Hadrurochactas tumucumaque Ythier & Lourenço, 2024 (Guyane Française)
- Hadruroides apu Ythier, 2023 (Pérou)
- Hadruroides inti Ythier, 2021 (Pérou)
- Hadruroides pachamama Ythier, 2021 (Equateur)
- Hottentotta caboverdensis Lourenço & Ythier, 2006 (Iles du Cap-Vert)
- Hottentotta lacroixi Ythier & Dupré, 2021 (République Démocratique du Congo)
- Hottentotta leetzi Ythier, 2024 (Tibet, Chine)
- Isometrus alessandroi Lourenço & Ythier, 2025 (Birmanie)
- Leiurus sinai Badry, Saleh, Lourenço & Ythier, 2023 (Sinai, Egypte)
- Leiurus tamajeq Lourenço & Ythier, 2024 (Mali)
- Liocheles oranghutan Ythier & Richard, 2020 (Sumatra, Indonésie)
- Lychas chanthaburiensis Ythier & Lourenço, 2022 (Thailande)
- Megachactops kurripako Ythier, 2019 (Colombie)
- Oiclus ardens Ythier, 2019 (Guadeloupe)
- Oiclus cousteaui Ythier, 2019 (Guadeloupe)
- Oiclus desirade Ythier & Ramage, 2025 (Guadeloupe)
- Oiclus tipunch Ythier, 2019 (Guadeloupe)
- Oiclus tite Ythier, Jourdan & Malglaive 2022 (Guadeloupe)
- Opisthacanthus lourencoi Ythier, 2022 (Madagascar)
- Opisthacanthus mossambicensis Lourenço & Ythier, 2024 (Mozambique)
- Opistophthalmus tumas Ythier, 2023 (Namibie)
- Orthochirus arabicus Ythier & Lourenço, 2023 (Arabie Saoudite)
- Orthochirus arenicola Lourenço & Ythier, 2021 (Somalie)
- Pandinus sahelicus Ythier & Audibert, 2023 (Burkina Faso)
- Pseudouroplectes lalyae Lourenço & Ythier, 2010 (Madagascar)
- Scorpio atakor Ythier, Sadine, Bengaid & Lourenço, 2024 (Algérie)
- Scorpio iznassen Ythier & François, 2023 (Maroc)
- Scorpio moulouya Ythier & François, 2023 (Maroc)
- Scorpio touili Ythier & François, 2023 (Maroc)
- Scorpiops doiphukha Ythier, Košulič, Nawanetiwong & Lourenço, 2025 (Thailand)
- Scorpiops krachan Nawanetiwong, Košulič, Warrit, Lourenço & Ythier, 2024 (Thailand)
- Scorpiops piceus Lourenço & Ythier, 2022 (Laos)
- Scorpiops zhangshuyuani Ythier, 2019 (Chine)
- Spinochactas camopi Lourenço, Chevalier & Ythier, 2022 (Guyane Française)
- Teuthraustes giupponii Ythier & Lourenço, 2017 (Equateur)
- Teuthraustes japura Lourenço & Ythier, 2022 (Brésil)
- Teuthraustes khodayarii Ythier & Lourenço, 2017 (Equateur)
- Teuthraustes kuryi Ythier & Lourenço, 2017 (Equateur)
- Tityus cisandinus Ythier & Lourenço, 2017 (Equateur)
- Tityus crassicauda Lourenço & Ythier, 2013 (Équateur)
- Tityus kukututee Ythier, Chevalier & Gangadin, 2020 (Suriname)

## Livres
- Scorpions du Monde. 2010. N.A.P. Éditions, France. 567 pp.